# Уралвагонзавод
„Уралвагонзавод“ (съкращение от Уралски вагоностроителен завод) е военнопромишлено и вагоностроително предприятие, разположено в Нижни Тагил, Русия.
Заводът е построен в периода 1931-1936 г. (най-вече през втората петилетка) и отваря врати на 11 октомври 1936 г. Произвежда тежки железопътни вагони.
След нападението на Нацистка Германия от 1941 г. стотици фабрики в Украйна и Западна Русия се евакуират на изток, включително и „Уралвагонзавод“. По време на Великата Отечествена война заводът става най-големият производител на танкове, като Т-34. След войната производството на танкове спада.
През 1950-те и 1960-те години в завода са конструирани танковете Т-54, Т-55, Т-62 и техни модификации. През 1974 г. започва разработването и конструирането на „Т-72“ - танк от трето поколение, който все още е на въоръжение в много страни. В края на 1980-те и началото на 1990-те години започва производството на танка „Т-90“, който е дълбока модификация на „Т-72Б“.
По-късно „Уралвагонзавод“ се разширява и започва да произвежда и други машини: земеделски, авиационни и дори космически, включително конструкциите на ракети-носители „Восток“, „Восход“, „Протон“ и „Енергия“.
На парада в Москва на 9 май 2015 г. е показана най-новата платформа за развитие на верижни машини, дело на завода – „Армата“. На нейна основа са танкът „Т-14“, БМП модел „Т15“, САУ модел „2С35 Коалиция“, бойна ремонтно-евакуационна машина (БРЕМ) модел „Т-16“ и др.